# Contea di Crook (Wyoming)
La contea di Crook (in inglese Crook County) è una contea dello Stato del Wyoming, negli Stati Uniti. La popolazione al censimento del 2000 era di 5 887 abitanti. Il capoluogo di contea è Sundance.

## Geografia
La contea si trova nell'estremo nord-est dello Stato. Il punto più basso dello Stato si trova in questa contea ed è nel fiume Belle Fourche. Nella contea si trova la Torre del Diavolo nelle Bear Lodge Mountains. Anche le Black Hills si trovano nella contea.

### Contee confinanti
- Contea di Butte (Dakota del Sud) – nord-est
- Contea di Lawrence (South Dakota) – est
- Contea di Weston – sud
- Contea di Campbell – ovest
- Contea di Powder River (Montana) – nord-ovest
- Contea di Carter (Montana) – nord

## Comuni

### Towns
- Hulett
- Moorcroft
- Pine Haven
- Sundance (capoluogo)

### Census-designated place
- Beulah